# ...con amore
...con amore è il quinto album discografico di Brigan Tony, pubblicato nel 1983 dalla casa discografica Seamusica. Diversamente dai precedenti, quasi tutte le canzoni sono cantate in italiano.

## Tracce
1. Telefonata d'amore – 3:18
2. Amore tornerò – 3:17
3. Bambina mia – 3:41
4. Torna da me – 3:16
5. Papà, dove si va – 2:30
6. Picciridda – 3:20
7. Bella sei tu – 3:29
8. Serenata d'amore – 3:39
9. Mai prima d'ora mai – 2:49
10. Amore mio – 2:47